# Jean Violet
Jean Violet (* 1917; † Dezember 2000) war ein französischer Jurist und Geheimdienstmitarbeiter, der im Kalten Krieg als diskreter Netzwerker hinter den Kulissen wirkte. Als Vertrauter des französischen Ministerpräsidenten Antoine Pinay wirkte er mit diesem an der Gründung von Le Cercle mit, einer Geheimorganisation mit katholisch-konservativer Ausrichtung, die in der Nachkriegszeit eine wichtige Rolle bei der deutsch-französischen Aussöhnung und der europäischen Einigung spielte.

## Biografie
Er entstammte einem konservativ-katholischen Milieu und begann seine Laufbahn als Rechtsanwalt in Paris. In seiner Studienzeit in Paris kam er mit rechtsextremem und antidemokratischem Gedankengut in Berührung und in den 1930er-Jahren soll Violet Verbindungen zur rechtsextremen Geheimgesellschaft Cagoule gehabt haben. Während der Besatzungszeit des Zweiten Weltkriegs soll er mit dem Vichy-Regime kollaboriert haben, suchte jedoch nach 1945 den Kontakt zu den siegreichen Gaullisten. Im Jahr 1948 wurde er Berater des Heiligen Stuhls und war sogar inoffizielles Mitglied der Delegation des Heiligen Stuhls im Rechtsausschuss der Vereinten Nationen. Gleichzeitig arbeitete Violet als internationaler Berater für Unternehmen und Geschäftsleute aus Frankreich und anderen Ländern. Anfang der 1950er Jahre knüpfte Violet enge Beziehungen zur politischen Führung Frankreichs. 1952 rekrutierte Ministerpräsident Antoine Pinay Violet und zog ihn fortan als vertraulichen Berater hinzu. Violet sprach sich für die Fortführung des Algerienkriegs aus und riet Pinay zu einer Annäherung an das weiterhin faschistisch regierte Spanien unter Führung von Francisco Franco. Er begann auch als Mittelsmann zwischen Pinay und westdeutschen Konservativen wie Konrad Adenauer und Franz Josef Strauß zu fungieren.
Pinay empfahl Violet an den Leiter des Auslandsgeheimdienstes Service de Documentation Extérieure et de Contre-Espionnage (SDECE), Pierre Boursicot, weiter. Violet erklärte später, er habe erkannt, „dass ich meinem Land dank meiner beruflichen Stellung auf dem internationalen Parkett nützlich sein konnte, [und] ich wählte den Kampf für Frankreich in den Reihen des SDECE“. 1957, unter dem neuen SDECE-Chef General Paul Grossin, wurde Violet formell als Agent übernommen und mit politisch heiklen Missionen betraut. Er stieg zu einem der wichtigsten correspondants honorables (vertrauenswürdigen Kontaktpersonen) des Dienstes auf und trug den offiziellen Titel eines juristischen Sonderbeauftragten (Avocat-Conseil) des SDECE. Auffällig ist, dass während Violets 15-jähriger Tätigkeit für den Nachrichtendienst stets der SDECE-Direktor persönlich sein unmittelbarer Führungsoffizier war. So berichtete Violet direkt an General Grossin und dessen Nachfolger, was seinen besonderen Status innerhalb des Dienstes unterstreicht.
In den Jahren 1957–1970 war Violet an mehreren verdeckten Operationen beteiligt: Er wirkte als Lobbyist der französischen Regierung bei den Vereinten Nationen (u. a. um 1956 den Abbruch der diplomatischen Beziehungen zum Libanon nach der Sueskrise abzuwenden und 1959 lateinamerikanische Staaten gegen eine UN-Resolution zur Algerienfrage auf Linie zu bringen). Im Rahmen der geheimdienstlichen Zusammenarbeit unterstützte er die Zusammenarbeit mit Diensten in Lateinamerika und Europa, um antikommunistische Operationen zu unterstützen. Ebenso koordinierte er im Geheimen katholische Netzwerke hinter dem Eisernen Vorhang – die sogenannte „Kirche des Schweigens“ – in Polen, Ungarn, der Tschechoslowakei und Rumänien, finanziert mit Unterstützung des SDECE. Violets Aktivitäten trugen auch zur Annäherung zwischen Frankreich und der Bundesrepublik Deutschland bei: Als vertrauter Emissär Pinays war er in die Vorbereitung der Pariser Verträge und der Bonner Konvention (1952/55) eingebunden und soll die geheimen Vorverhandlungen zum Élysée-Vertrag von 1963 maßgeblich mitbetrieben haben.
In den 1970er Jahren war Violet in den Betrugsskandal Affaire des avions renifleurs verwickelt, bei der die Firma Elf Aquitaine eine Milliarde Franc verlor. Violet hatte als Anwalt das Geschäft vermittelt, bei denen es um die Suche nach Ölfunden während der Ölpreiskrise ging. Tatsächlich wurden die Gelder allerdings genutzt, um konservative politische Kreise in Europa zu finanzieren, wobei Violet die Vatikanbank für die betrügerisch abgezweigten Gelder nutzte. Eine volle Aufklärung der Affäre wurde von der Politik blockiert und der Fall wurde der Öffentlichkeit erst 1983 bekannt.

### Le Cercle
Parallel zu diesen offiziellen Aufgaben baute Violet ein eigenes international vernetztes Kontaktsystem auf. Er galt als „Schattenmann“, der ab den 1950er Jahren europaweit einflussreiche Persönlichkeiten informell zusammenbrachte. 1952/53 gehörte Violet zu den Gründern der privaten transatlantischen Gesprächsrunde Le Cercle (auch Cercle Pinay genannt). Dieses geheim tagende rechtskonservative Netzwerk entstand auf Betreiben Pinays zur besseren Abstimmung der westeuropäischen Christdemokraten im Kalten Krieg. Als prominente Mitbegründer fungierten der deutsche Bundeskanzler Adenauer und der CSU-Politiker Franz Josef Strauß. Pinay und Adenauer übernahmen zwar zunächst den Vorsitz, betrauten jedoch Jean Violet als Generalsekretär mit der operativen Leitung von Le Cercle. Violet knüpfte in diesem Rahmen Verbindungen zu politischen, wirtschaftlichen und geheimdienstlichen Kreisen in ganz Westeuropa und den USA. So war er nicht nur für den französischen Dienst tätig, sondern ab den 1960er-Jahren auch als bezahlter Kontaktmann des westdeutschen Bundesnachrichtendienstes (BND) aktiv. Er unterhielt Kontakte zum Vatikan und zu konservativen Netzwerken in ganz Europa, so z. B. auch zur irregulären Freimaurerloge Propaganda Due, der in Italien eine weitgehende Unterwanderung des Staates gelang.
Obwohl ein sehr strenger Antikommunist, wirkte er ab Ende der 1960er Jahre nach dem Ende seiner Tätigkeit für den SDECE an der Entspannungspolitik gegenüber dem Ostblock mit, was in der Helsinki-Akte von 1975 gipfelte. Von 1971 bis 1980 übernahm Violet selbst den Vorsitz von Le Cercle und fungierte als Nachfolger Pinays. Britische und französische Geheimdienstveteranen beschrieben Violet rückblickend als Inspirateur und langjährigen Organisator des Cercle, der hinter den Kulissen ein dichtes rechtsgerichtetes Einflussnetz spann. Jean Violet blieb bis ins hohe Alter im Hintergrund der Organisation aktiv; er verstarb im Dezember 2000.